# Logonna-Daoulas
Logonna-Daoulas is een gemeente in het Franse departement Finistère (regio Bretagne). De plaats maakt deel uit van het arrondissement Brest. Logonna-Daoulas telde op 1 januari 2022 2.127 inwoners.

## Geografie
De oppervlakte van Logonna-Daoulas bedroeg op 1 januari 2022 12,14 vierkante kilometer; de bevolkingsdichtheid was toen 175,2 inwoners per km².

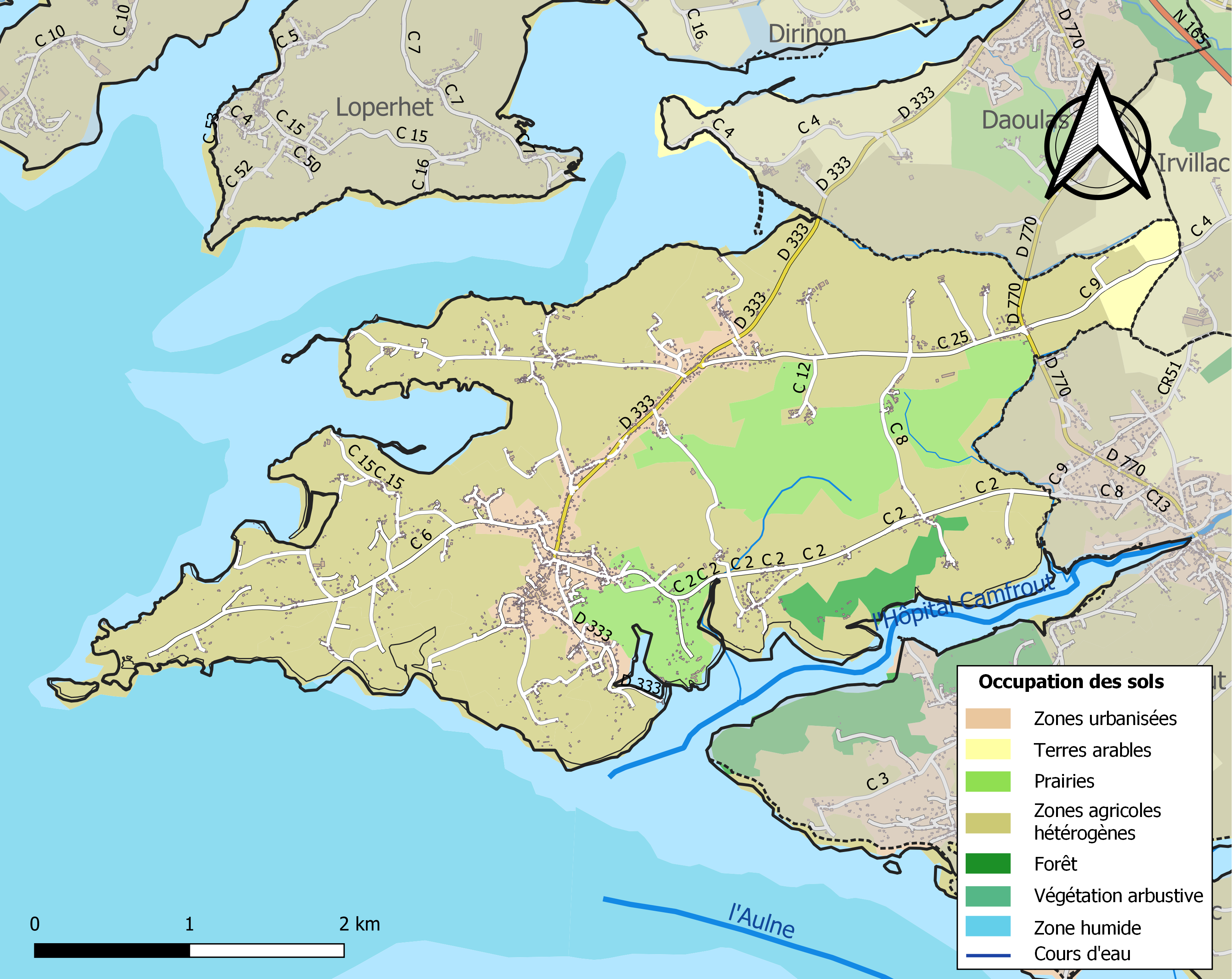
Kaart van de gemeente met belangrijkste infrastructuur, bodemgebruik en omliggende gemeenten

## Demografie
Onderstaande figuur toont het verloop van het inwonertal (bron: INSEE-tellingen).